# Poetete (Atabae)
Poetele ist ein osttimoresischer Ort in der Aldeia Lolocolo (Suco Atabae, Verwaltungsamt Atabae, Gemeinde Bobonaro). Er liegt in einer Meereshöhe von 582 m.
Das Dorf liegt an der Westgrenze des Sucos Atabae zum Suco Rairobo, zwischen dem Monte Atabae (964 m) im Norden und seinem mit 704 m kleinerem Nachbarn im Süden. Eine Straße durchquert Poetele und verbindet es mit dem Ort Atabae im Westen. In Poetele steht eine Kapelle.